# Бондаревка (Молдова)
Бондаревка (рум. Bondareuca), возможная транслитерация Бондареука  — село в Теленештском районе Молдавии. Наряду с селами Згардешты и Чофу входит в состав коммуны Згардешты.

## География
Село расположено на высоте 70 метров над уровнем моря.

## Население
По данным переписи населения 2004 года, в селе Бондареука проживает 4 человека (2 мужчины, 2 женщины).
Этнический состав села:
| Национальность | Число жителей | Процентный состав |
| -------------- | ------------- | ----------------- |
| молдаване      | 4             | 100.0             |
| Всего          | 4             | 100%              |